# Gisèle Sapiro
Gisèle Sapiro (22 de junio de 1965, Neuilly-sur-Seine) es una socióloga francesa.

## Biografía
Sapiro se graduó en Literatura Comparada y Filosofía, y años después, tras conocer a Pierre Bourdieu en 1989 y pasar a ser su alumna, comenzó a aplicar la sociología en sus investigaciones.
Cuando estaba investigando sobre la representación de la liberación en Francia después de la Segunda Guerra Mundial, aceptó las recomendaciones de Bourdieu para ampliar el campo de estudio y tratar también la representacioón de la ocupación. Aprendió a realizar trabajo de campo, a deconstruir el sentido común, a confrontar lo empírico con lo teórico y a poner en diálogo las ideas con las evidencias.
La investigación de Gisèle Sapiro se centra en el campo intelectual, la circulación internacional de obras e ideas, especialmente en lo que respecta a los escritores y la literatura. Trabaja mucho sobre el proceso de traducción, centrándose en cómo definen ese proceso los agentes y cual es su significado. Existen diferentes enfoques, como el hecho de pasar ideas de una cultura a otra, como un proceso creativo o donde predomina la comunicación. Desde el Centro de Sociología Europea, Sapiro y su equipo se centran en desarrollar la sociología de la traducción, según explica: "cómo los textros circulan de una cultura a otra, quienes son las personas intermediarias, agentes, quienes publican, critican y la importancia del proceso de recepción".
Es la Directora de investigación del CNRS, instituto del que recibió la medalla de bronce en el año 2000. Desde 2011 dirige los estudios de la École des Hautes Etudes en Sciences Sociales (EHESS), y pertenece al Centro de Sociología Europea (CSE), que se convirtió en el Centro Europeo de Sociología y Ciencias Políticas (CESSP), del que fue directora de 2010 a 2013. Sus obras son una continuación de la obra de Pierre Bourdieu .
En varios de sus libros se pregunta sobre la noción de la responsabilidad del escritor. Concretamente en La responsabilidad del escritor, trata sobre la historia de la libertad de prensa, cómo se construye una ética profesional y autónoma de la moral social y política impuesta por la sociedad.
En su ensayo Escritores y política en Francia, publicado en 2018, Gisèle Sapiro estudia el papel del escritor en la sociedad francesa. En el siglo XIX, la literatura y el periodismo dan acceso a la política y a partir de 1871, fecha de la creación de la Escuela Libre de Ciencias Políticas, las funciones políticas se profesionalizan y la literatura se politiza. En 1900, con el caso Dreyfus, dos campos políticos se opusieron dentro del jurado por el premio Goncourt. Con la Nueva novela, en la década de 1950, la política y la literatura se disociaron. Sin embargo, la literatura contemporánea es un lugar de crítica social y política.
En la Sociología de la literatura Sapiro aporta nuevas claves sobre el rol social de quien escribe y su obra. Muestra cómo se construye el objeto de estudio entre la sociología y la literatura, además de plantear diversos enfoques teóricos en 4 de sus capítulos: teoría y enfoques sociológicos de la literatura, las condiciones sociales de producción de las obras, la sociología de las obras y la sociología de la recepción. Investiga los principales marcos teóricos en los que se ha reflexionado sobre el texto literario como un hecho social.
Con su ensayo ¿Se puedes separar la obra del autor?, trato de poner "pausa y rigor" en el debate, planteando el estudio de diferentes casos a estudiar: artistas que han cometido delitos sexuales, quienes defendieron posiciones xenófobas o antisemitas, libros que hacen apoología de la pederastia, acusaciones de violación o quienes apoyaro dictaduras o regímenes criminales. Entre otras ideas aportadas en el libro, Sapiro niega que la libertad de expresión esté en riesgo, y afirma que las decisiones de los tribunales confirman que la justicia tiene en cuenta la dimensión ficticia de los textos, excepto cuando se trata de difamación o invasión de la intimidad.

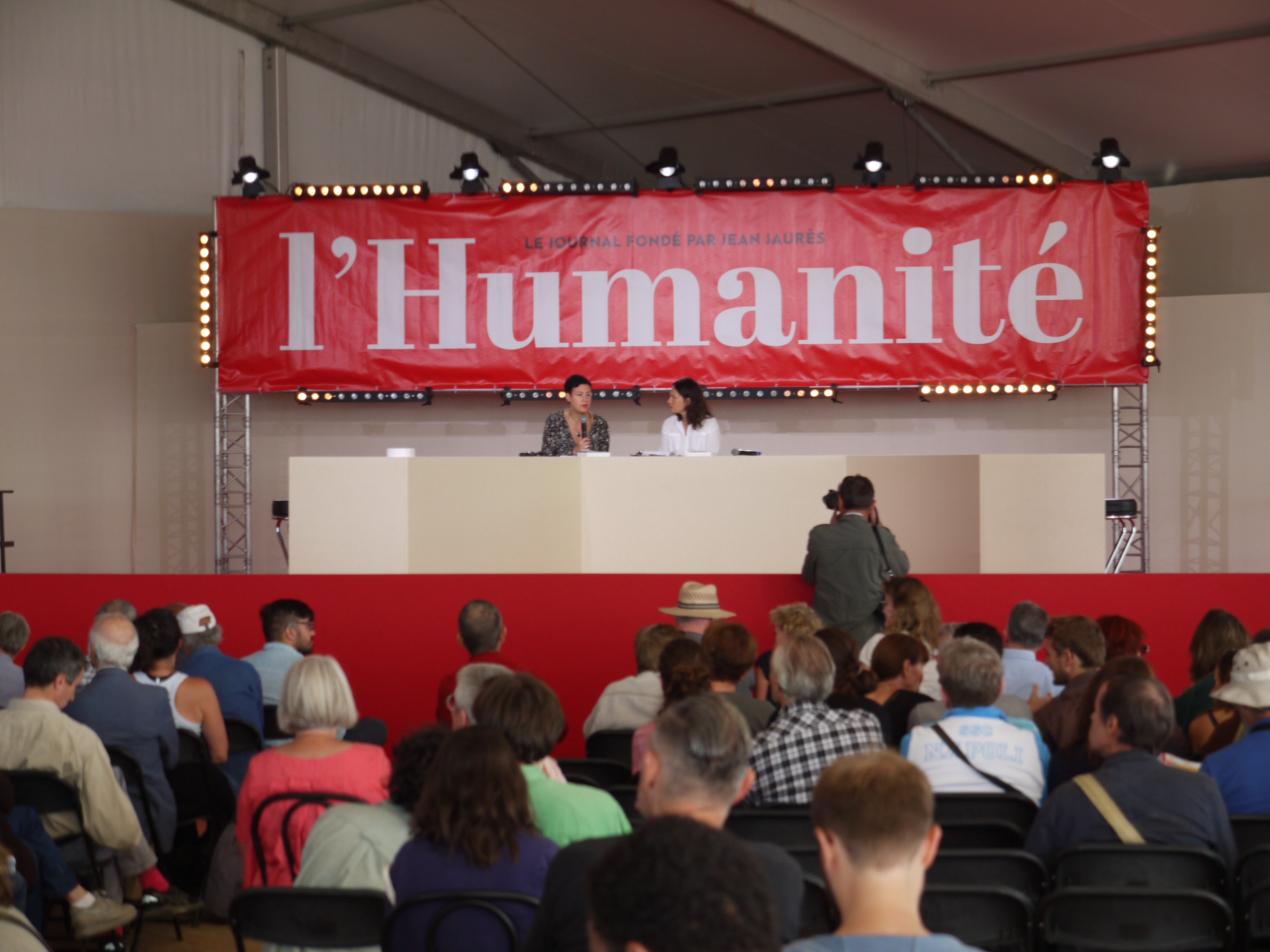
Gisèle Sapiro Agora de l'Humanité

## Publicaciones principales
- La Guerre des écrivains, 1940-1953 (23,5 cm). Histoire de la pensée (en francés). Paris: Fayard. 1999. p. 814. ISBN 2-213-60211-5.  La Guerre des écrivains, 1940-1953 (23,5 cm). Histoire de la pensée (en francés). Paris: Fayard. 1999. p. 814. ISBN 2-213-60211-5.  La Guerre des écrivains, 1940-1953 (23,5 cm). Histoire de la pensée (en francés). Paris: Fayard. 1999. p. 814. ISBN 2-213-60211-5.
- Johan Heilbron y Gisèle Sapiro (dir.), “ Traducción: intercambios literarios internacionales », En Proceedings of social science research, n ° 144, 2002. [ leer en línea ]
- Louis Pinto, Gisèle Sapiro y Patrick Champagne (dir.), Con la colaboración de Marie-Christine Rivière, Pierre Bourdieu, sociólogo, París, Fayard, 2004ISBN 2-213-62119-5
- " Negación del Holocausto en Francia », Revisión de síntesis, t. 125, 5 serie, 2004, pág. 217-228. Reanudado en Pierre Vidal-Naquet, Les Assassins de la mémoire, edición agosto, París, La Découverte, 2005, p. 209-225
- " Traducción y globalización de intercambios : el caso del francés », En Jean-Yves Mollier (dir. ), ¿A dónde va el libro? ?, París, La Dispute, 2007, cap. X.
- Gisèle Sapiro (dir. ), La traducción como vehículo de intercambios culturales internacionales. Circulación de libros de literatura y ciencias sociales y evolución del lugar de Francia en el mercado editorial mundial (1980-2002), Informe de investigación, Centro de Sociología Europea, 2007.
- Translatio. Le marché de la traduction en France à l'heure de la mondialisation. Culture et société. Paris: Éditions du CNRS. 2009. Translatio. Le marché de la traduction en France à l'heure de la mondialisation. Culture et société. Paris: Éditions du CNRS. 2009. .
- Les contradictions de la globalisation éditoriale. Culture/Médias. Paris: Éditions Nouveau Monde. 2009. p. 401. Les contradictions de la globalisation éditoriale. Culture/Médias. Paris: Éditions Nouveau Monde. 2009. p. 401. Les contradictions de la globalisation éditoriale. Culture/Médias. Paris: Éditions Nouveau Monde. 2009. p. 401.
- L'espace intellectuel en Europe : De la formation des États-nations à la mondialisation. XIXe-XXIe siècle. Recherches (en francés). Paris: Éditions La Découverte. 2009. p. 401. ISBN 978-2-7071-5780-5.
- La responsabilidad del escritor. Literatura, derecho y moral en Francia ( XIX - XXI siglo ) , ed. du Seuil, París, 2011.
- La sociología de la literatura., París, Éditions La Découverte, 2014, 128p.ISBN 9782707165749
- Escritores y política en Francia : Del asunto Dreyfus a la guerra de Argelia, París, Seuil, 2018.
- Palabras que matan. La responsabilidad del intelectual en tiempos de crisis (1944-1945) , París, Umbral, Puntos, 2020.
- ¿Se puedes separar la obra del autor?, París, Threshold, 2020.

## Distinciones y premios
- 2021: Medalla de plata CNRS.[8]
- 2000: Medalla de bronce CNRS.[9]